# Mimi Areme
Mimi Areme sinh ngày 28 tháng 9 năm 1988 tại vùng Volta của Ghana. Cô được trao vương miện chiến thắng trong cuộc thi sắc đẹp Hoa hậu Ghana 2009. Areme sau đó đã tham gia cuộc thi Hoa hậu Thế giới 2010 được tại thành phố Sanya miền nam Trung Quốc vào ngày 30 tháng 10, cuộc thi mà cuối cùng Hoa hậu Hoa Kỳ Alexandria Mills được trao vương miện chiến thắng chung cuộc.

## Hoa hậu Ghana 2009
Mimi Areme, sinh viên tiếp thị HND của trường đại học Sunyani Polytechnic, được chọn làm Hoa hậu Ghana 2009 tại đêm chung kết của cuộc thi quốc gia tại Trung tâm Hội nghị Quốc tế Accra.
Là một phần giải thưởng của cuộc thi, cô Areme lái một chiếc ô tô Tata Safari 4X4 mới về nhà sau khi chiến thắng. Chìa khóa xe được trao cho cô bởi Bộ trưởng Bộ Du lịch, bà Juliana Azumah-Mensah. Hoa hậu Ghana 2008 Mawuse Appea là người công bố tân hoa hậu kế nhiệm mình. Giải thưởng ô tô còn bao gồm bảo hành một năm từ PHC Motors. Areme cũng nhận được một khoản trợ cấp hàng tháng từ GHc200 trong một năm, 10 gallon nhiên liệu mỗi tuần trong một năm, bốn miếng vải ATL mỗi tháng trong một năm và một số giải thưởng hấp dẫn khác. Trên cương vị Hoa hậu Ghana, Areme cũng trở thành đại diện cho Ghana trong cuộc thi Hoa hậu Thế giới.
Ngoài vẻ đẹp và nụ cười bình dị của mình, Areme cũng mạnh mẽ với thông điệp của cô, lặp lại thách thức của Tổng thống Mỹ Barack Obama đã nêu lên cho thanh niên châu Phi để đưa số phận họ vào chính đôi tay họ và tự mình vượt qua mọi thách thức đối đầu với lục địa. Cô nhấn mạnh "Vâng, chúng tôi có thể!" Vang lên trong khán phòng chính khi nhiều người hâm mộ của cô đứng dậy và bắt đầu vỗ tay.